# بادال داس
بادال داس (انگلیسی: Badal Das; ح. ۱۹۶۴ – ۱ سپتامبر ۲۰۱۲) بازیکن و مربی فوتبال اهل بنگلادش بود.
وی همچنین در تیم‌های ملی فوتبال زیر ۲۰ سال بنگلادش و بنگلادش بازی کرده است.